# Òpera hongaresa de Cluj-Napoca
L'òpera hongaresa de Cluj-Napoca (en hongarès: Kolozsvári Állami Magyar Opera; en romanès: Opera Maghiară din Cluj) és una companyia d'òpera a Cluj-Napoca, Romania, fundada el 17 de desembre de 1948. S'ubica al Teatre Hongarès de Cluj.
L'estructura es va construir durant el 1909–1910 al lloc d'un antic teatre d'estiu i es va reconstruir el 1959–1961. El conjunt pot acollir fins a 862 persones.